# Guidobaldo II della Rovere
Guidobaldo II Della Rovere (Urbino, 2 de abril de 1514-Pésaro. 28 de septiembre de 1574) fue un condottiero del Renacimiento italiano, duque de Urbino. Hijo de Francesco Maria I della Rovere y de Eleonora Gonzaga della Rovere,, sucedió a su padre  en 1538 en el ducado de Urbino.

## Biografía
En 1532, Francesco Maria I della Rovere estaba en Venecia para la revista de los ejércitos que prestaban servicio a la república veneciana y había dejado mientras tanto a su hijo en el gobierno del estado. Más tarde, Guidobaldo, a la edad de veinte años, se enamoró de una hija bellísima de Giordano Orsini di Monterotondo, pero fue obligado por el padre a dejarla y se casó posteriormente con Giulia Varano de la familia Varano, señores de Camerino.
La república de Venecia, agradecida a los servicios prestados por el padre Francisco María, le ofrece en 1546 el mando de los ejércitos vénetos, con el título de gobernador.
El 18 de febrero de 1547 murió Giulia Varano, con solo veintitrés años, y un año después se casó con Victoria Farnesio el 26 de enero de 1548.
Tuvo, más tarde, el gobierno de Fano, y el grado de capitán general de la Iglesia y prefecto de Roma.
En abril de 1559 se comprometió con el rey de España. Después de casar a una de sus hijas con Bernardo Sanseverino ayudó a este en la guerra contra los turcos. Urbino se rebeló al no poder soportar los impuestos con los que cargó al pueblo y el uno de enero de 1573 estalló la revuelta que él sofocó duramente a sangre y fuego.
Enfermó gravemente durante un viaje a Pésaro y a Ferrara, muriendo el 28 de septiembre de 1574 y dejando cuatro hijos: Virginia, nacida del primer matrimonio Giulia Varano; Francisco María II; Isabel, casada con Niccolò Berardino Sanseverino, conde de Tricarico; y Lavinia, casada con el marqués del Vasto, fruto del segundo matrimonio con Victoria Farnesio.
En su corte destacó el músico flamenco Leonardo Meldert.

## Descendencia
Guidobaldo y Giulia Varano tuvieron una hija:
- Virginia della Rovere (1544-1571), que se casó con Federico Borromeo,[3] duque de Camerino, príncipe de Oria y conde de Arona;

Guidobaldo y Victoria Farnesio tuvieron tres hijos:
- Isabella della Rovere (1554-1619), que se casó con Niccolò Bernardino Sanseverino, conde de Tricarico.
- Francisco María II della Rovere (1549-1631), duque de Urbino, que se casó con Lucrecia de Este, princesa de Módena y en segundas nupcias con Livia della Rovere;
- Lavinia della Rovere (1558-1632), que se casó con Alfonso Felice d'Avalos, príncipe de Francavilla.

## Condecoraciones y honores
Sería el segundo Guidobaldo tras Guidobaldo I de Montefeltro en ocupar el Ducado de Urbino y el VII duque de Urbino en la historia de este ducado contando con el breve período de César Borgia (1502-1504), duque Valentino, que ocupó y ostentó este título y el período de Lorenzo II de Médici (1516-1519)que el Papa León X arrebató a Francesco I della Rovere y que luego volvió a las manos de este último. Ver Ducado de Urbino. Según otros autores no consideran ni a César Borgia ni a Lorenzo II de Médici y sería el V duque de Urbino.
Nombrado caballero del Toisón de Oro en 1559.

## La Venus de Urbino

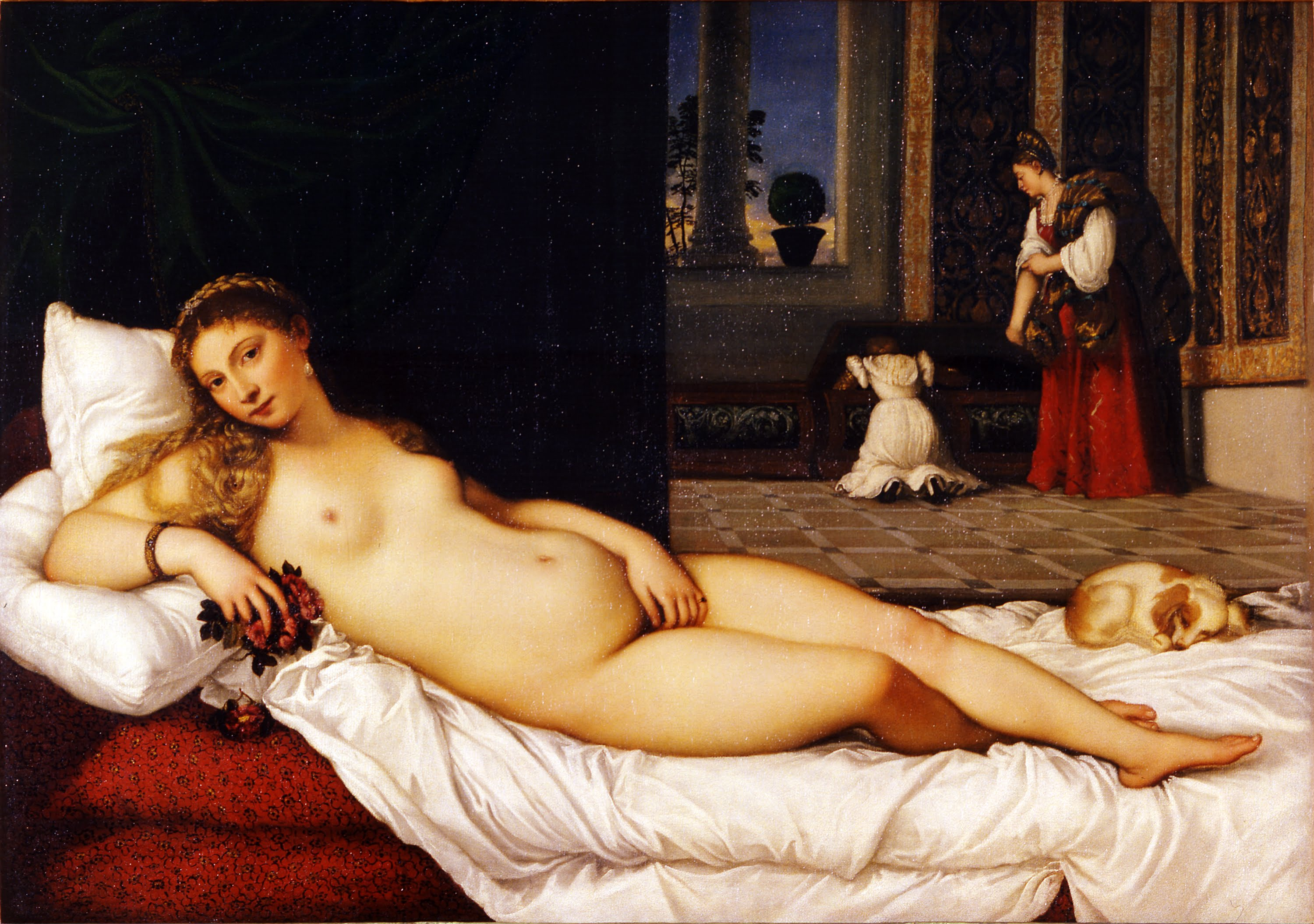
Venus de Urbino.Tiziano, 1538.O/L 165x119. Galería Uffizi, Florencia.

"El hombre que amaba de igual manera a las mujeres y a la pintura" contando la edad de unos veinte años, siendo duque de Camerino, acudió al estudio de Tiziano en Venecia para hacerse retratar(cuadro hoy desaparecido), y se quedó prendado de la "mujer desnuda" de Tiziano, después nombrada por Giorgio Vasari como la Venus de Urbino, pero al no contar en el momento con suficiente liquidez para adquirirlo, mantuvo una intensa correspondencia con el embajador de Urbino en Venecia para intentar convencer a Tiziano infructuosamente para adquirirlo aplazando el pago. El retrato llegó a la corte de Urbino pero no la Venus que tuvo que esperar hasta alcanzar el poder.
En los inicios del siglo XVII, la rama della Rovere se extinguía por carecer de descendientes masculinos, por ello el Papa Urbano VIII quiso recuperar estas posesiones que en realidad habían sido cedidas temporalmente como un vicariato primero a los Montefeltro y después a los della Rovere. En general las posesiones personales de la familia como las colecciones de arte, excepción de la famosa biblioteca de Federico de Montefeltro hoy en la Biblioteca Apostólica Vaticana, pasaron a la familia Médicis por el matrimonio entre Vittoria della Rovere y el Gran Duque Fernando II de Médici y de allí en 1736 a la Galería de los Uffizi donde se encuentra en la actualidad. También no solo las colecciones de pintura sino la cerámica maiólica de Pésaro y Urbino que se encuentran en la actualidad en el museo del Bargello.

## Iconografía
- Guidobaldo II Della Rovere con armadura lombarda de Angelo Bronzino. Palacio Pitti, Florencia. En el ángulo superior derecho.